# Walther Bernhard Schmidt

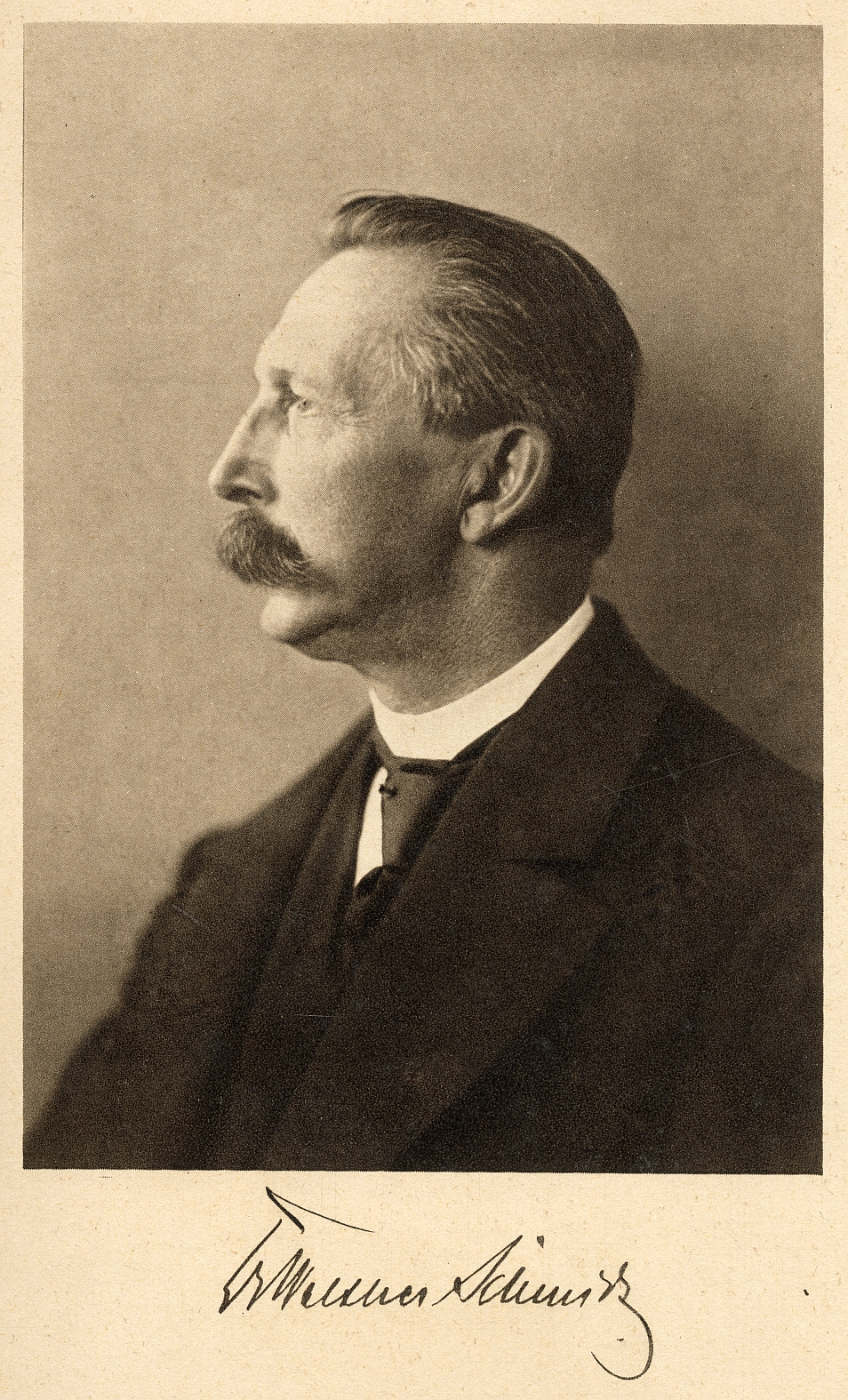
Walther Bernhard Schmidt

Walther Bernhard Schmidt (* 27. September 1853 in Leipzig; † 18. Mai 1916 ebenda) war ein deutscher Naturwissenschaftler, Pädagoge, Gymnasiallehrer und Rektor.

## Leben
Schmidt wurde als Sohn des Juristen und Universitätsprofessors Bernhard Gottlob Schmidt geboren. Er besuchte die Privatschule Teichmann'sche Lehr- und Erziehungsanstalt in Leipzig und später die Fürsten- und Landesschule in Grimma, dort wohnte er zunächst bei seinem Onkel und nach dem Tod seines Vaters im Internat. Nach seinem Abitur im Jahr 1874 leistete er einen einjährigen Militärdienst beim Königlich Sächsischen 8. Infanterie-Regiment Prinz Johann Georg Nr. 107 ab und studierte ab 1875 Chemie und Mathematik als Hauptfächer an der Universität Leipzig, wo er bereits seit dem Jahr zuvor eingeschrieben war. Von 1879 bis 1881 arbeitete Schmidt im physikalisch-chemischen Laboratorium von Gustav Heinrich Wiedemann als Wissenschaftlicher Assistent. 1880 wurde er zum Thema Untersuchungen über die Einwirkung der schwefligen Säure auf einige Mineralien und Gesteine promoviert, im gleichen Jahr bestand er das Staatsexamen an der mathematisch-naturwissenschaftlichen Sektion der Universität für das höhere Schulamt. 1881/1882 arbeitete Schmidt als Naturwissenschaftlicher Assistent an der Universitätsbibliothek Leipzig, zeitgleich bekam er eine Anstellung als Hilfslehrer an der Städtischen Realschule I. Ordnung (heute Petrischule).
1882 erhielt Schmidt eine Stelle als Lehrer für Naturwissenschaften an der Thomasschule. Im darauffolgenden Jahr wurde er zum Oberlehrer befördert, 1901 erhielt er den Titel Königlich Sächsischer Professor. 1909 wurde Schmidt als Rektor an das Schiller-Realgymnasium am Richterplatz in der Nordvorstadt (1945 zerstört) berufen, dieses Amt hatte er bis zu seinem krankheitsbedingten Ausscheiden Ende 1915 inne.
Walther Bernhard Schmidt war seit 1883 mit Emma Prell, Tochter des Kaufmanns und Konsuls Eduard Prell-Erckens (1814–1898), verheiratet. Aus dieser Ehe gingen mehrere Kinder hervor. Ab 1903 war er Vorstandsmitglied in der Aktiengesellschaft Gemeinnützige Baugesellschaft zu Leipzig.
Er wurde im Prellschen Erbbegräbnis in der III. Abteilung des Neuen Johannisfriedhofs beerdigt.

## Werke
- Untersuchungen über die Einwirkung der schwefligen Säure auf einige Mineralien und Gesteine. Hölder, Wien 1881 (online, abgerufen am 24. November 2023).
- mit Bernhard Landsberg: Hilfs- und Übungsbuch für den botanischen und zoologischen Unterricht an höheren Schulen und Seminarien. Band 2,1: Zoologie. Kursus der Sexta. Teubner, Leipzig 1901.[2]
- mit Bernhard Landsberg: Hilfs- und Übungsbuch für den botanischen und zoologischen Unterricht an höheren Schulen und Seminarien. Band 2,2: Zoologie. Kursus der Chemie, Hälfte 1. Teubner, Leipzig 1901.[2]
- mit August Emil Günthart (Bearb.): Bernhard Landsberg: Streifzüge durch Wald und Flur. Eine Anleitung zur Beobachtung der heimischen Natur in Monatsbildern. 5., vollständig neu bearbeitete Auflage, Teubner, Leipzig und Berlin 1916, DNB 361129017.